# Lokina blombergi
Espèce
Lokina blombergi est une espèce d'araignées aranéomorphes de la famille des Salticidae.

## Distribution
Cette espèce est endémique du Sarawak en Malaisie,. Elle se rencontre dans le parc national du Gunung Mulu.

## Description
La carapace du mâle holotype mesure 1,09 mm et l'abdomen 0,99 mm et la carapace du femelle paratype 0,93 mm et l'abdomen 0,92 mm.

## Systématique et taxinomie
Cette espèce a été décrite par Yu, Maddison et Zhang en 2023.

## Étymologie
Cette espèce est nommée en l'honneur de Jan Axel Blomberg.

## Publication originale
- Yu, Wang, Maddison & Zhang, 2023 : « Two new genera of Euophryini from southern China and Malaysia (Araneae, Salticidae, Salticinae). » Zootaxa, no 5231(3), p. 201-248.